# 1808 en photographie
| Années de la photographie : 1805 - 1806 - 1807 - 1808 - 1809 - 1810 - 1811    |
| Décennies de la photographie : 1770 - 1780 - 1790 - 1800 - 1810 - 1820 - 1830 |

Cet article présente les faits marquants de l'année 1808 en photographie.

## Naissances
- 2 février : Josiah Johnson Hawes, photographe américain, mort le 7 août 1901.
- 25 octobre : Victor Cassien, lithographe et photographe français, mort le 18 juin 1893.

- Date précise non renseignée ou inconnue :
  - Mads Alstrup, photographe danois, mort en 1876.
  - François Fauvel-Gouraud, ingénieur français et pionnier en techniques photographiques, mort le 16 juin 1847.
  - Marcus Aurelius Root (en), photographe américain, mort en 1888.

- En 1808 ou 1809 : 
  - Hugh Welch Diamond, psychiatre et photographe britannique, mort le 21 juin 1886.